# Starman (serie de televisión)
Starman fue una serie de televisión de ciencia ficción y drama emitida entre 1986 a 1987. Producida por Columbia Pictures Television y Henerson-Hirsch Productions se trata de la continuación de la trama mostrada en la película Starman dirigida por John Carpenter en 1984. Su protagonista principal es Robert Hays.
Durante su emisión por televisión no obtuvo un gran impacto de audiencia lo que motivó su cancelación tras la emisión de una única temporada, pero en una entrevista de marzo de 2020, Robert Hays cuenta como el actor Robert Urich le confirmó que los directivos de Columbia reconocieron el error de no haber renovado la serie, ya que podría haber durado un total de cuatro temporadas. En la actualidad se considera una serie de culto.

## Sinopsis
El extraterrestre de la película vuelve a la Tierra catorce años después. Nuevamente en el planeta, se encarna en Paul Forrester un fotógrafo recién fallecido en un accidente de helicóptero, para buscar al hijo fruto de su relación con Jenny Hayden. Tras encontrarlo también se convierte en el blanco de un investigador federal de vida extraterrestre que sigue sus pasos. Juntos, padre e hijo, vivirán diferentes aventuras mientras buscan a quien fuera su amor y madre respectivamente.

## Reparto

### Personajes Principales
- Robert Hays como Paul Forrester
- Christopher Daniel Barnes como Scott
- Michael Cavanaugh como George Fox
- Patrick Culliton como agente Wylie
- Erin Gray como Jenny Hayden

### Personajes Secundarios
- Lisa Blount - Angela (Capítulo 6)
- Joshua Bryant - Wayne (Capítulo 20 y 21)
- Marilyn Lightstone - Lainie (Capítulo 20 y 21)
- Buck Taylor - Stan (Capítulo 13 y 22)
- Robert Donner - Joe (Capítulo 7)
- Mimi Kuzyk - Liz (Capítulo 1)
- Jeff Corey - Hal (Capítulo 11)
- Patricia McPherson - Jessica (Capítulo 3)
- Alice Hirson - Ida (Capítulo 16)

## Lista capítulos
1.- El retorno
2.- De tal palo tal astilla
3.- Defecto fatal
4.- Luces azules
5.- Los mejores amigos
6.- Secretos
7.- Solo uno en la carretera
8.- Peregrino
9.- Protectora de animales
10.- Fiebre
11.- El regalo
12.- Sistémico
13.- Apariciones
14.- La sonda
15.- Polvoriento
16.- Barreras
17.- Los tramposos
18.- La boda
19.- Padres e Hijos
20.- Paisajes de estrellas (Parte 1)
21.- Paisajes de estrellas (Parte 2)
22.- El test